# From the Muddy Banks of the Wishkah
From the Muddy Banks of the Wishkah is een livealbum van de Amerikaanse grungeband Nirvana. Het werd uitgegeven op 1 oktober 1996. Het was het tweede album van de band dat uitkwam na de dood van zanger Kurt Cobain. Het album is voornamelijk samengesteld door bassist Krist Novoselic.

## Tracklist
Alle muziek en teksten zijn geschreven door Kurt Cobain tenzij anders aangegeven. 
| Nr. | Titel | Duur |
| --- | --- | ---- |
| 1.  | Intro | 0:52 |
| 2.  | School (Paradiso, Amsterdam November 25, 1991)                                                               | 2:40 |
| 3.  | Drain You (Westwood One, Del Mar Fairgrounds, CA, Dec 28, 1991)                                              | 3:34 |
| 4.  | Aneurysm (Westwood One,Del Mar Fairgrounds, CA, Dec 28, 1991) (Cobain, Dave Grohl, Krist Novoselic)          | 4:31 |
| 5.  | Smells Like Teen Spirit (Westwood One,Del Mar Fairgrounds, CA, Dec 28, 1991) (Cobain, Grohl, Novoselic)      | 4:47 |
| 6.  | Been a Son (Paradiso,Amsterdam November 25, 1991)                                                            | 2:07 |
| 7.  | Lithium (Paradiso,Amsterdam November 25, 1991)                                                               | 4:10 |
| 8.  | Sliver (Civic Center, Springfield, MA, November 10, 1993)                                                    | 1:55 |
| 9.  | Spank Thru (Castello Vi de Porta, Castello 41 Rome, November 19, 1991)                                       | 3:10 |
| 10. | Scentless Apprentice (MTV Live & Loud At Pier 48, Seattle, WA, December 13, 1993) (Cobain, Grohl, Novoselic) | 3:31 |
| 11. | Heart-Shaped Box (Great Western Forum, Los Angeles, CA, December 30, 1993)                                   | 4:41 |
| 12. | Milk It (Seattle Center Arena, January 7, 1994)                                                              | 3:45 |
| 13. | Negative Creep (Paramount Theatre (Seattle, Washington), Seattle, WA, October 31, 1991)                      | 2:43 |
| 14. | Polly (London Astoria, December 3, 1989)                                                                     | 2:30 |
| 15. | Breed (London Astoria, December 3, 1989)                                                                     | 3:28 |
| 16. | Tourette's (Reading, England at the Reading Festival, August 30, 1992)                                       | 1:55 |
| 17. | Blew (Paradiso, Amsterdam November 25, 1991)                                                                 | 3:36 |

| Nr. | Titel    | Duur |
| --- | -------- | ---- |
| 18. | Untitled | 5:47 |

## Bezetting
- Kurt Cobain
- Krist Novoselic
- Dave Grohl
- Chad Channing (drums op "Polly" en "Breed")
- Pat Smear (gitaar op "Sliver", "Scentless Apprentice", "Heart-Shaped Box" en "Milk It", achtergrondzang op  "Sliver" en "Heart-Shaped Box")